# Минулої ночі в Нью-Йорку
«Минулої ночі в Нью-Йорку» (англ. Last Night) — мелодрама режисера Мессі Таджедін за участю Кіри Найтлі, Сема Вортінгтона, Єви Мендес та Гійома Кане.

## Зміст
Джоана і Майкл не так давно одружилися. Вони – чоловік і дружина, але подружжям, які разом з'їли пуд солі, ще не стали. Майкл по 11 годин пропадає на роботі і Джоана мало що знає про це. Вона, як Майкл вважає, пише черговий роман, але насправді це не так. Подібні «дрібнички» роблять міцність сімейної пари вразливою і звичайні будні стають для молодої родини низкою спокус…

## Ролі
- Кіра Найтлі — Джоанна Рід
- Сем Вортінгтон — Майкл Рід
- Єва Мендес — Лора
- Гійом Кане — Алекс Манн
- Стефані Романов — Сандра
- Кріссел Альмейда — Кріс
- Скотт Едсіт — Стюарт